# The National Archives
The National Archives (TNA, kaldes ofte bare National Archives) er en britisk etat, der står for de offentlige arkiver. TNA har ansvar for England og Wales og den britiske stat, mens Skotland og Nordirland har deres egne nationalarkiver.

## Arkivet
TNA er et af verdens største arkiver. Arkivet har dokumenter fra mere end tusind års britisk historie. Det mest berømte dokument er originalmanuskriptet til Domesday Book fra 1086.
Hovedkontoret ligger i Kew ved Richmond upon Thames i det sydvestlige London. Desuden er TNA ejer af Family Records Centre i Islington. Begge arkiver er åbne for publikum.

## Oprettet i 2003
National Archives blev oprettet i 2003, da Public Record Office og Historical Manuscripts Commission blev slået sammen. De to ældre enheder omtales ofte separat af forskere, men officielt er de ikke længere selvstændige enheder.

## Eksterne links
- The National Archives

51°28′52″N 0°16′46″V / 51.48111°N 0.27944°V